# Alsólendvai ellenforradalom
Az alsólendvai ellenforradalom volt Magyarországon az első mozgalom, amely a kommunista Tanácsköztársaságot próbálta megbuktatni. A hatalomátvételi kísérlet 1919. április 21. és április 22. között Alsólendván, Zala vármegyében zajlott. Az alsólendvai ellenforradalom főszervezője, Fangler Béla, jogász, zalai árvaszéki elnök volt.

## Története
A kommunista uralom alatt rettenetes zavargások, kifosztások történtek országszerte. Zalában, például, Mihályfán dr. forintosházi Forintos Géza földbirtokát kommunista tömegek teljesen kifosztották, tönkretették, a raktárakból elhurcoltak mindent, valamint az állatállományt felemésztették. Sümegen dr. boldogfai Farkas István járási főszolgabíró hivatalába betörtek, ahol nagy pusztítást végeztek és a főszolgabíróság birtokát kifosztották; őt kegyetlenül elverték. Az egyházi személyekkel is könyörtelenül bántak, Pehm József (Mindszenty) zalaegerszegi gimnáziumi hitoktatót 1919. március 19-én, pedig Szombathelyre internálták püspökével együtt.
Alig egy hónappal később a kommunista káosz kitörése után, 1919. április 21-én, a zalai származású Fangler Béla jogász, árvaszéki ülnök, Sebestyén Jenő (1886–1935), dr. Kecskeméthy Albert ügyvéd, a novai persai Persay Andor (1889–1938), okleveles gyógyszerész, földbirtokos, aki Persay Gyula fia volt, valamint sok más helybeli értelmiség tagja szervezte a zalai direktóriumot megbuktatni akaró ellenforradalmat. Húsvét hétfőn reggel 3 órakor Fangler Béla és Sebestyén Jenő kocsira ültek, hogy Alsólendvára hajtassanak. Alsólendván egyenesen dr. Kecskeméthy Albert lakására hajtattak, akivel a zalaegerszegi ellenforradalmárok állandóan érintkezésben voltak. Dr. Kecskeméthy volt az alsólendvai elégedetlenkedők vezére, az ő lakásán gyűltek össze a tisztek és az ellenforradalmi szellemtől áthatott polgárság, az ő tevékenysége és szelleme tartotta őket össze. Dr. Kecskeméthy Albert mindjárt összehívta az ellenforradalmi tiszteket, megtárgyalták a teendőket, ő maga arra vállalkozott, hogy a környékbeli falvakat gyorsan fellármázza, a megszervezett embereket fegyvereikkel együtt bevezeti Alsólendvára, hogy az ellenforradalomhoz csatlakozzanak. 
Fangler összegyűlt az alsólendvai Korona szállóban több megyebeli konzervatív értelmiségi személyiséggel és azt tervezték, hogy átveszik a hatalmat Zalaegerszegen. Amikor odaért Fangler Sebestyén Jenővel, a szálló udvarán már 2-300 katona tartózkodott. Később, 6 órakor elfogták a helyi alsólendvai direktórium tagjait és helyreállították a törvényes régi rendet a településen. "Délután 6 órakor Alsólendván a zalaegerszegi vezérek teljesen a helyzet urai voltak. Az egész város nemzetiszínű lobogót öltött, az utcán volt mindenki, boldogan ölelkeztek még a legnagyobb ellenségek is. A katonaság készülődött a bevagonirozásra, Vizkelety átvette a hatalmat, plakáton tudatta azt a tényt a város közönségével, hogy a polgári uralom ismét helyreállott, ezután a törvényes hatalom kezeli a rendet és a közbiztonságot. A városban egyébként teljes rend volt, mindenki boldogan és reményteljesen nézett a jövőbe. Közben Kecskeméthy vezetése alatt megérkezett a lendvahosszúfalui és ujfalui polgárőrség. Nemzeti pántlikával kalapjukon, fegyverrel vállukon, a Kossuth-nótával ajkukon és szívükben. Példás rendben vonult fel 200 polgárember, készek arra, hogy Zalaegerszeg felé vonuljanak. A nagy lelkesültséget fokozta az, hogy a Korona erkélyéről az összegyülekezett óriási tömegnek a vezérek lelkesítő beszédeket mondottak és kitartásra buzdították a résztvevőket. Este 7 órakor valami zökkenés mutatkozott a dologban. Mintha valahol valami csavar meglazult volna; a katonaság súgni-búgni kezdett, bizalmatlankodott és gyanúsan viselkedett. Fangler és Sebestyén nem tudták mire magyarázni a gyors változást és midőn a polgárság legjobban hordta be a kommunistáktól elszedett fegyvereket, egyszer csak híre jött, hogy Reitert kieresztették a katonák és ő izgatja a katonaságot az ellenforradalom ellen. Lázas tevékenysége közepette Sebestyén Jenő rohan Reiter után, elfogja és személyesen a börtönbe viszi. Jó félóra múlva Reitert és Halászt a katonák ismét kieresztik és mint utólag kisült, Reiter 280 ezer korona kékpénzzel dolgozott és vesztegette a huszárokat és a bizalmi embereket. Hogy kié volt az a 280 ezer korona, sohasem lehetett megtudni. Valószínű, hogy a kommunisták, a kommunizmusban szerepelt gyanús egyének adták össze. Este 8 órakor teljes a fejetlenség. Olyan a város, mint a megzavart méhkas. Sebestyén és Fangler mindenütt ott vannak, lelkesítenek, beszélnek, ágálnak, de visszafordítani a hangulatot már nem tudják. Csoportok képződnek, hallatszik, hogy a zalaegerszegiek félre akarnak bennünket vezetni, két tűz közé akarnak bennünket szorítani, alulról a jugoszlávok törnek be, felülről a zalaegerszegi vörös terroristák érkeznek meg és így két malomkő közé kerül az egész helyőrség. A telefont ismét a kommunisták kerítették kezükbe, telefonáltak Budapestre, hogy mi van ott, az ellenforradalom sikerült-e? Budapestről jött a hir, hogy Dormándy félig agyonverve, a többi vezér elfogva, ellenforradalom nincs."
Másnap reggel elutaztak volna 2 század gyalogossal, fél század gépfegyveressel és 3 ágyúval Zalaegerszeg ellen, hogy ott is megszüntessék a kommunista rendszert. Ez nem sikerült, mivel este 9 órára válságossá vált a helyzet. Az ellenforradalom kudarcot vallott, hamarosan leleplezték őket és letartóztatási parancsokat adtak ki ellenük. Fangler Bélát 1919. április 22-én délután 3 órakor letartóztatták és elvitték Zalaegerszegre zárt kocsiban. Persay Andor az ellenforradalom leleplezésekor Grazba megszökött és csak a Tanácsköztársaság megbukását követően térhetett vissza Magyarországra.
Az ellenforradalom 26 vezetőjét a fővárosba vitték, ahol egy hónapig fogva tartották a Markó utcai fegyházban. Azután a forradalmi törvényszék 1919. május 22-én golyó általi halálra ítélte Fanglert és más kivégzéseket szabott meg a többi szervezőnek. Az ítéletet nem hajtották végre, elhalasztották, majd kegyelemből életfogytiglani fegyházra ítélték, és Fanglert elküldték Sebestyén Jenővel együtt a kőbányai gyűjtőfogházba. Ott Fangler megtanulta az asztalosmesterséget. Nem sokkal később Fangler kiszabadult, miután megbukott a kommün.
A résztvevői közül szintén találhatók: nemes dr. Szalay Gyula (1896–1974), jogász, ügyvéd, udvardi és básthi dr. Udvardy Jenő (1880–1941) jogász, ügyvéd, miskei és monostori dr. Thassy Gábor (1871–1950), Zala vármegye tiszti főorvosa, egészségügyi tanácsos, Ellmann Ödön, árvaszéki ülnök, hertelendi és vindornyalaki dr. Hertelendy Ferenc, jogász, dr. Brand Sándor, a majdani zalai alispán, valamint több más zalai értelmiségi személyiség is.

## Az ellenforradalom szervezői és közreműködői névsora
- Sebestyén Jenő (1886–1935), tartalékos főhadnagy.
- Fangler Béla (1877–1952), jogász, árvaszéki ülnök, (majdani zalai nemzetgyűlési képviselő).
- Brand Sándor, dr. (1887–1965), jogász, közigazgatási gyakornok (majdani zalai alispán).
- miskei és monostori Thassy Gábor (1871-1950), dr., Zala vármegye tiszti főorvosa.
- vizkeleti Vizkelety Árpád (1882–?), dr. (majdani alsólendvai főszolgabíró).
- egri Kecskeméthy Albert (1879–1945), dr., zalaegerszegi ügyvéd.
- persai Persay Andor (1889-1938), novai gyógyszerész, földbirtokos, a "Nova és Vidéke Takarékpénztár Részvénytársaság" igazgatósági tagja, iparhatósági biztos.
- vitéz Szalay Gyula (1896–1974) jogász, ügyvéd, (majdani Zala vármegye tiszti főügyésze).
- udvardi és básthi Udvardy Jenő (1880-1941), dr., jogász, ügyvéd, (majdani kormányfőtanácsos valamint Zalaegerszeg megyei város tiszti főügyésze).
- Elmann Ödön (1871–?), árvaszéki ülnök,
- hertelendi és vindornyalaki Hertelendy Győző (1900–?), vármegye bizottsági tag, földbirtokos Lendvaújfaluban
- hertelendi és vindornyalaki dr. Hertelendy Ferenc (1898–?), jogász, szolgabíró (a majdani zalaegerszegi főszolgabíró)
- Hosszú Károly (1887–?), kerkaszentkirályi malomtulajdonos
- Toplak István (1885–?), főjegyző
- Némethy Vilmos (1887–?), dr., Dr. ügyvéd, enyingi földbirtokos.
- Nagy Károly
- Soós Sándor
- Németh Ödön (1892–?), római katolikus zalaháshágyi plébános
- Fangler Gyula (1881–1945), zalaegerszegi fűszer- és csemegekereskedő.
- Fangler János (1888–1951), szombathelyi fűszer- és csemegekereskedő.
- Fangler Ferenc (1886–1932), pénzügyi számtanácsos.
- Holly Béla
- Hollós Ferenc, dr.
- Siposs Dezső
- Kecskés Dezső
- Csiszár Lajos
- Molnár János.
- Bergmann Gyula százados
- Zob Péter főhadnagy
- vitéz Németh Béla ezredes
- vitéz Légrády Rezső
- Stevka László főhadnagy
- Martincsevics Ferenc
- Csizmadia György (1885–?), főjegyző
- Kuntsnig Antal (1871-1954) novai kéményseprő mester
- Höhn Béla (1869-?), körjegyző.
- Fülöp Aladár